# Metro w Limie

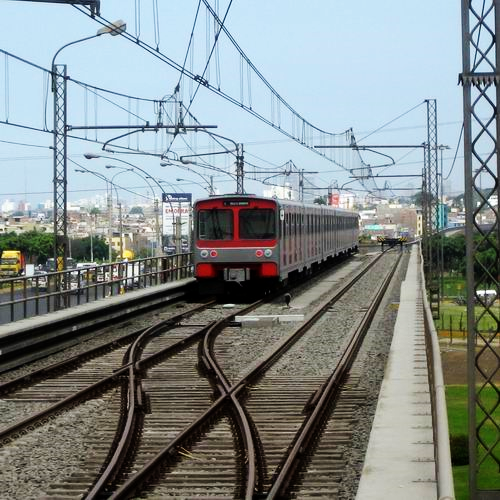
Jeden z pociągów Tren Urbano

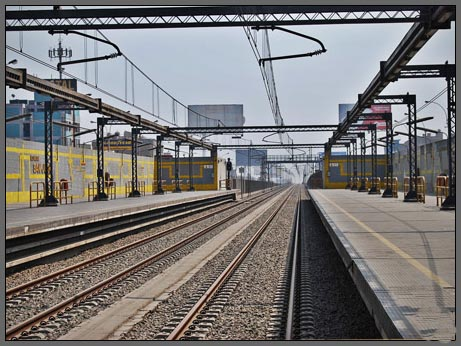
Stacja San Juan

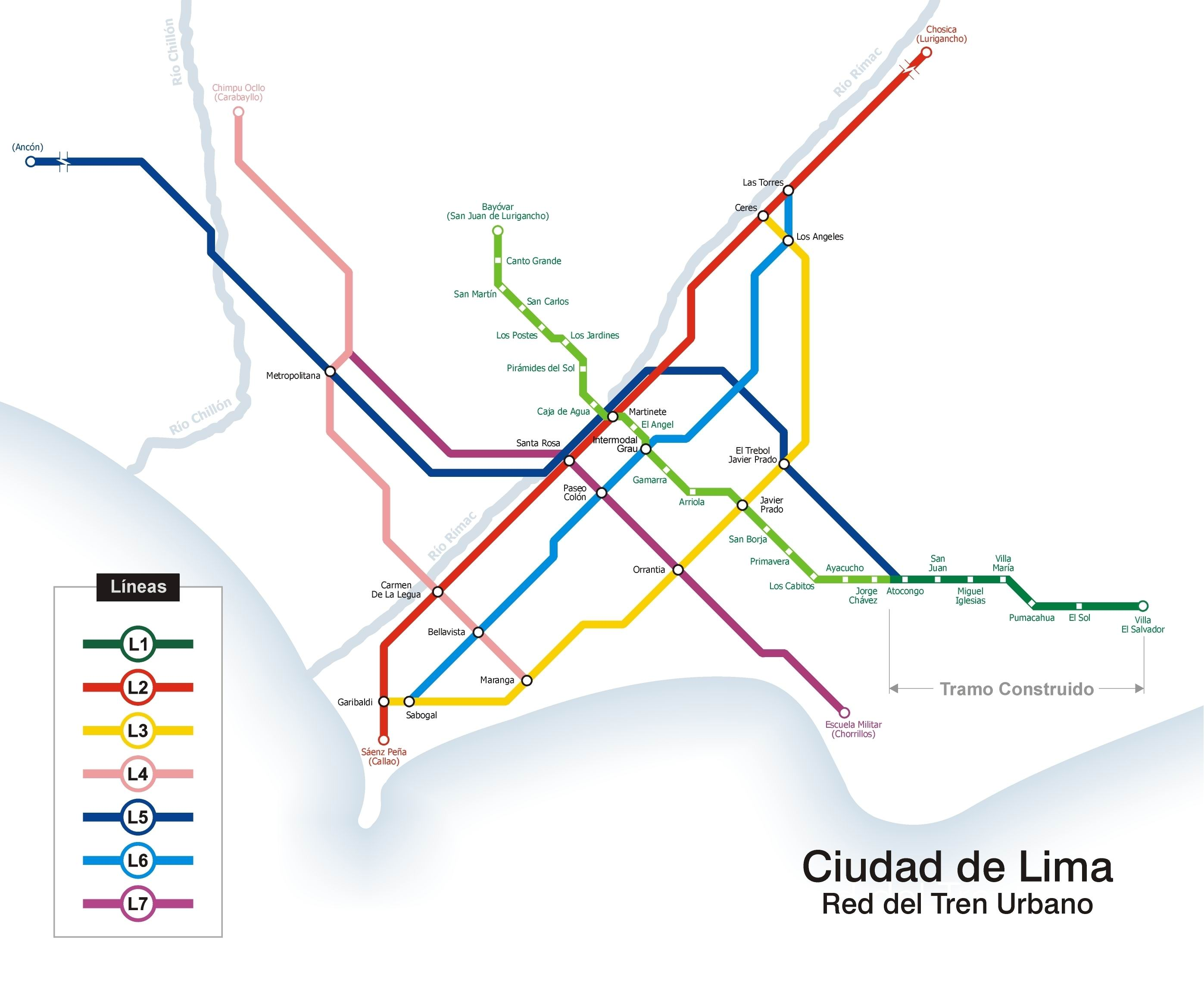
Plan rozbudowy metra w Limie

Metro w Limie, oficjalnie z hiszp. Tren Urbano de Lima – jeden z systemów transportu publicznego świadczącym usługi przewozowe na terenie obszaru metropolitarnego Limy.

## Historia
Na przełomie lat 1972 i 1973 specjalnie powołana robocza grupa METROLIMA opracowała studium wykonalności i projekt techniczny mający na celu stworzyć ideę budowy pierwszej linii metra w mieście. Pierwszy projekt został przyjęty i zaakceptowany przez rząd Peru w 1974 r., jednakże z powodu panującego w tamtych latach międzynarodowego kryzysu gospodarczego, postanowiono odłożyć budowę metra na późniejsze lata. Począwszy od 1986 r. za rządów Alana Garcíi Péreza zaczęto powoli wdrażać środki finansowe, przygotowywać plany i dokumentacje na realizację projektu, który rozpoczął się w 2001 r. i w tym też roku rozpoczęto regularną budowę pierwsze linii metra. Otwarcia dokonano w 2003 r. czego dokonał sam alkad Limy Luis Castañeda.

## Linie metra
Obecnie funkcjonuje jedna linia metra otwarta w 2003 a ukończona w 2005 r., która posiada 21,5 km długości i 16 stacji na swej trasie.

### Plany rozbudowy
Stworzony plan sieci rozwoju metra dla obszaru metropolitarnego Lima – Callao obejmuje łącznie 7 linii:
- Linia 1 (Północ – Południe) z San Juan de Lurigancho do Villa El Salvador
- Linia 2 (Wschód – Zachód) z Lurigancho do Callao
- Linia 3 (Wschód – Zachód) z Ate do Callao
- Linia 4 (Północ – Południe) z Carabayllo do San Miguel – Lima
- Linia 5 (Północ – Południe) z San Juan de Miraflores do Ancón
- Linia 6 (Wschód – Zachód) z Ate do Bellavista
- Linia 7 (Północ – Południe) z Comas do Chorrillos